# پالمونیدها
پالمونیدها (انگلیسی: Palemonids) یک دودمان افسانه ای از دوک‌های بزرگ از دوک‌نشین بزرگ لیتوانی بودند. این افسانه در قرن ۱۵ یا ۱۶ متولد شد تا اثبات کند که لیتوانیایی‌ها و دوک‌نشین بزرگ منشأ رومی دارند.